# 田中栄一
田中 栄一（たなか えいいち、1901年10月8日 - 1980年2月1日）は、昭和期の日本の政治家、官僚。第61代警視総監（在任期間：1948年3月7日 - 1954年6月29日）。東京中学から第八高等学校を経て東京帝国大学法学部出身。

## 来歴・人物
東京府東京市浅草区（現・東京都台東区浅草）生まれ。薩摩士族の血を引く。祖父は西南戦争で西郷隆盛側に立って戦い討ち死にした。幼少期に父と死別、母とは生別、兄弟は離散して親戚に預けられ、小学校を出ると別府のホテルで給仕として働いた。たまたま訪れた客の海軍士官から「偉くなりたいなら上京して勉強せよ」と激励され、苦学の末に東京帝大法学部に入学する。高等文官試験にパスし、卒業後の1927年内務省に入省、主に統制経済畑を歩いた。
第二次世界大戦後、1945年終戦連絡中央事務局第四部長。東京都経済局長のとき、安井誠一郎知事の推挙により1948年警視総監に就任する。同年11月22日には上野公園を視察中男娼30人に取り囲まれ殴打されるという椿事が起きる。12月10日、東京都は夜間立入禁止にした。在職中は一貫して左翼運動について強い姿勢で取り締まりを行い、東大ポポロ事件では「治安目的の警察官の大学内への立ち入りは当然」と発言するなどした。1952年5月に皇居前広場で起きたメーデー事件に関し、警視総監として衆議院行政監察特別委員会に証人喚問された。その一方で、第一線の老刑事や婦人警官を総監室へ招いて苦労話を熱心に聞くなどし、「人情総監」と親しまれる一面もあった。
また、戦後の警察改革で創設された自治体警察制度には擁護の姿勢を貫き、警察庁への一本化を図ろうとする警察法改正に反対した。1954年、警察法改正が強行採決されたのを受け総監を辞任。1月2日の二重橋事件（16人死亡）の当日に、管轄地を離れ箱根に行っていたと国会で批判されていた。その後内閣官房副長官を務めた後（1955年-1957年）、1958年第28回衆議院議員総選挙に旧東京1区から自由民主党公認で立候補し当選、以後6回連続当選を果たした。石井派に所属し、通産政務次官、外務政務次官を歴任、また日本武道館理事長も努めた。
1971年、勲二等旭日重光章受章。
1976年、政界から引退。